# Genoveva Añonma
Genoveva Añonma Nze, née le 19 avril 1989 à Malabo en Guinée équatoriale, est une joueuse équatoguinéenne de football évoluant au poste de milieu de terrain. Internationale équatoguinéenne (32 sélections et 18 buts au 13 juillet 2011), elle évolue en club au FF USV Iéna avant de signer au 1. FFC Turbine Potsdam en 2011.

## Biographie
Añonma participe à la Coupe du monde de football féminin 2011, marquant les deux buts de la sélection dans la compétition. La Guinée équatoriale est éliminée au premier tour.

## Palmarès

### En sélection nationale
- Championne d'Afrique en 2008 et en 2012

### En club
- Vainqueur de la Coupe de Guinée équatoriale en 2005 avec les Águilas Verdes de Malabo
- Championne d'Allemagne en 2012 avec le 1. FFC Turbine Potsdam

### Distinctions individuelles
- Meilleure joueuse et meilleure buteuse du Championnat d'Afrique de football féminin 2008[6]
- Meilleure buteuse du Championnat d'Allemagne 2011-2012
- Meilleure joueuse africaine de l'année 2012[7]